# اکسید رودیم-پلاتین
اکسید رودیم-پلاتین (Rh-Pt اکسید)، یا کاتالیزور نیشیمورا ، یک ترکیب معدنی است که به عنوان کاتالیزور برای فرایند هیدروژنه کردن مورد استفاده قرار می‌گیرد.

## کاربردها
اکسید Rh-Pt برای کاهش ترکیبات مختلف آروماتیک به سیکلوآلکانهای مربوطه یا هتروسیکل‌های اشباع شده در شرایط معتدل (یعنی اغلب در دمای اتاق و فشار اتمسفر) استفاده می‌شود. در این کاربرد، اکسید Rh-Pt نسبت به کاتالیزورهای دیگر گروه ۱۰ جدول تناوبی مانند پلاتین دی اکسید برتر است.